# Pleuronichthys ocellatus
Pleuronichthys ocellatus är en fiskart som beskrevs av Edwin Chapin Starks och Thompson, 1910. Pleuronichthys ocellatus ingår i släktet Pleuronichthys och familjen flundrefiskar. IUCN kategoriserar arten globalt som livskraftig. Inga underarter finns listade i Catalogue of Life.